# Narathura philippa
Narathura philippa är en fjärilsart som beskrevs av Evans 1957. Narathura philippa ingår i släktet Narathura och familjen juvelvingar. Inga underarter finns listade i Catalogue of Life.